# Histoires de l'an 2000
Histoires de l'an 2000 est le trentième-deuxième tome, et le vingtième volume de la deuxième série, de La Grande Anthologie de la science-fiction, paru en 1985.
Préfacé par Gérard Klein, l'ouvrage réunit 14 nouvelles publiées entre 1954 et 1973.
L'image de couverture a été réalisée par Manchu ; elle représente des passants circulant dans un New York futuriste.

## Publication
- Gérard Klein (dir.), Histoires de l'an 2000, 1985, Le Livre de poche n° 3817.  (ISBN 2253036250)

## Extraits de la préface
« L'an 2000 : combien de fois a-t-on évoqué son millésime ? Depuis la fin du siècle dernier, et même bien avant, cet an 2000 apparaît comme le seuil d'un monde différent, en particulier dans le domaine de la technologie et de ses effets sur la vie quotidienne, et en même temps comme un avenir assez proche, en continuité avec le nôtre, pensable, concret. Il abrite des horreurs ou des merveilles qui ne sont pas encore réalisées mais dont on croit pouvoir dire qu'elles seront presque certainement réalisées. Il y a de la certitude dans ce millésime-là, comme une façon de dire demain. En l'évoquant, il s'agit moins de dater une prévision qui mettrait à se produire la durée qui reste à courir jusqu'à cette échéance, que d'ancrer des images du futur. (…) »
— Extrait du début de la préface
« (…) Cette anthologie est sans doute la plus pessimiste de toute la série. L'avenir y est carrément noir. Mais plus qu'un désespoir sans appel, il faut y lire, ici et là, l'appel au sursaut. En un certain sens, toutes ces histoires de l'an 2000 et beaucoup d'autres qui ont même sujet mais qui se trouvent réparties dans d'autres volumes de cette anthologie en fonction de leurs thèmes, indiquent qu'à des problèmes aigus, il est toujours possible de trouver des solutions. Mais ces solutions nous semblent le plus souvent inhumaines, épouvantables ou grotesques, parce qu'elles impliquent la perte de valeurs, de nos valeurs. Ce faisant, la science-fiction établit explicitement la prospective et la réflexion sur le changement social à son plus haut niveau, le plus difficile aussi, celui de l'interrogation sur l'existence, le sens, la permanence et la subversion des valeurs, en dehors de quoi il n'y a plus de place que pour un exercice technique assez futile. La question la plus profonde que pose toute prospective est de savoir si dans tel avenir la vie vaudra d'être vécue. (…) »
— Extrait de la fin de la préface

## Liste des nouvelles

### Meurtre au jeu de boules
- Titre original : Roller Ball Murder
- Auteur : William Harrison (en)
- Publication : 1973
- Place dans l’anthologie : p. 21 à 42
- Résumé : Un champion de rollerball (sport extrêmement violent, mélange de roller et de football américain), confie ses états d'âme au lecteur au fil des matchs, notamment la perte de sa femme (dont il se demande à postériori si elle n'avait pas été envoyée uniquement pour le soutenir moralement, au moment où sa carrière décollait : il reconnait avoir pris du muscle pendant leur vie commune), [re?]prise par un cadre, contre lequel il ne pouvait rien dire et l'évolution de son sport qui, il le réalise, n'existe que pour distraire le peuple (ce qui nous fait comprendre à demi mot que la société où il vit est complètement verrouillée). La violence augmente progressivement, jusqu'à la cérémonie d'ouverture du dernier match, qui est annoncé à « durée illimitée » (comprenez : jusqu'à la mort de tous les joueurs d'une équipe) où le narrateur, chantant l'hymne national avec les autres, nous laisse imaginer la tuerie à venir.

- Remarque : la nouvelle a été adaptée au cinéma:

### Dis-moi tout de toi
- Titre original : Tell Me All About Yourself.
- Auteur : Francis Busby.
- Place dans l’anthologie : p. 43 à 53.

### Le Syndrome de la Marie-Céleste
- Titre original : The Mary Celeste Move.
- Auteur : Frank Herbert.
- Place dans l’anthologie : p. 54 à 64.
- Résumé : Dans un monde où les voitures se déplacent à plus de 500 km/h, où une vitesse de 100 km/h paraît être lente, où l'Amérique du Nord est zébrée d'autoroutes aériennes hyper-rapides, où le temps est chronométré à la seconde près, on découvre que de plus en plus de gens se détournent de la civilisation, quittent soudainement leur maison, leur conjoint, leur métier, pour se rendre dans des endroits où on ne les attendait pas…

### Masque à gaz
- Titre original : Gas Mask
- Auteur : James D. Houston (en)
- Publication : 1969
- Place dans l’anthologie : p. 65 à 79
- Résumé :

### Banlieue rouge
- Titre original : Gantlet
- Auteur :  Richard E. Peck [2],[3]
- Publication : 1972
- Place dans l’anthologie : p. 80 à 97
- Résumé :

### Une journée en banlieue
- Titre original : A Day in the Suburbs
- Auteur : Evelyn E. Smith [4]
- Publication : 1960
- Place dans l’anthologie : p. 98 à 109
- Résumé : Un conflit économique et social oppose ceux qui habitent dans des maisons à toits plats (« les Toits Plats ») à ceux qui habitent dans des maisons à toits en pente (« les Toits Pointus »). Ces deux catégories sont toutes deux en lutte contre ceux de la Résidence du Manoir-du-Vieux-Moulin-à-Vent, qui leur rendent bien leur hostilité. On suit la vie d'une ménagère Toit Pointu, Mme Skinner, au cours de sa journée, et sa lutte contre d'autres ménagères Toits Plats. En fin de journée, monsieur Skinner revient du travail : grâce à une excellente affaire professionnelle il va gagner beaucoup d'argent, et propose à son épouse et ses enfants d'aller vivre la Résidence du Manoir-du-Vieux-Moulin-à-Vent. Dilemme ! Va-t-on accepter ou refuser cette proposition ? En fin de compte, Mme Skinner se dit que cette Résidence a des pignons, ce qui lui fait tout de même un peu ressembler à un Toit Pointu : elle accepte donc la proposition de son époux, tout en se disant qu'il faudra qu'elle renonce à tous ses amis actuels…
- Au sujet de la lutte sociale entre ceux qui se déplacent en voiture et ceux qui marchent : Les Pieds et les Roues, nouvelle de Fritz Leiber.

### Compagnons de chambre
- Titre original : Roommates
- Auteur : Harry Harrison
- Publication : 1970
- Place dans l’anthologie : p. 110 à 141
- Résumé :

### Thérapie 2000
- Titre original : Therapy 2000
- Auteur : Keith Roberts
- Publication : 1969
- Place dans l’anthologie : p. 142 à 167
- Résumé :

### Personne n'habite Burton Street
- Titre original : Nobody Lives on Burton Street
- Auteur : Gregory Benford
- Publication : 1970
- Place dans l’anthologie : p. 168 à 177
- Résumé : Dans une ville où les gens sont stressés, les pouvoirs publics ont fait construire une rue, Burton Street, réservée aux gens qui veulent manifester, hurler, s'en prendre aux policiers, casser du matériel urbain ou l'incendier, lancer des Cocktail Molotov. La nouvelle évoque l'activité du narrateur, un policier de la police domestique qui, avec son collègue Joe Murphy, est chargé de s'opposer aux émeutiers. À la fin de la nouvelle, le narrateur constate l'épuisement nerveux de son collègue, et il se dit que Joe Murphy et son épouse, eux aussi auraient peut-être besoin d'une petite cure dans Burton Street.

### L'Homme qui avait disparu
- Titre original : The Missing Man
- Auteur : Katherine MacLean
- Publication : 1971
- Place dans l’anthologie : p. 178 à 247
- Résumé :

### Nulle part chez soi
- Titre original : No Direction Home
- Auteur : Norman Spinrad
- Publication : 1971
- Place dans l’anthologie : p. 248 à 270
- Résumé :

### Le Test
- Titre original : The Test
- Auteur : Richard Matheson
- Publication : 1954
- Place dans l’anthologie : p. 271 à 297
- Résumé :

### La Mort de Socrate
- Titre original : Problems of Creativeness
- Auteur : Thomas Disch
- Publication : 1967
- Place dans l’anthologie : p. 298 à 336
- Résumé :

### Les Possédants
- Titre original : The Totally Rich
- Auteur : John Brunner
- Publication : 1963
- Place dans l’anthologie : p. 337 à 370
- Résumé :